# Pihlas
Pihlas är en sjö i Finland. Den ligger i kommunen Jorois i landskapet Södra Savolax, i den södra delen av landet, 250 km nordost om huvudstaden Helsingfors. Pihlas ligger 127,8 meter över havet. Arean är 2,87 kvadratkilometer och strandlinjen är 26,26 kilometer lång. Sjön  ingår i Vuoksens huvudavrinningsområde.   I omgivningarna runt Pihlas växer i huvudsak blandskog.
I övrigt finns följande i Pihlas:
- Kuokkasaaret (en ö)
- Murtosaari (en ö)
- Suurisaari (en ö)
- Hiihtsaari (en ö)

I övrigt finns följande vid Pihlas:
- Virmas (en sjö)